# Crambus jupiter
Crambus jupiter là một loài bướm đêm trong họ Crambidae.